# Улаангом
Улаангом (Улаангом, Червоний пісок) — місто в Монголії. Столиця Убсунурського аймаку. Розташовано на південно-західному узбережжі озера Убсу-Нур і на схилах гір Харахіраа, біля російського кордону.
У місті розташовано консульство республіки Тува, в столиці Туви — Кизилі є представництво Убсунурського аймаку.

## Географія
Улаангом одна з найнижчих точок країни розташована на висоті 939 м над рівнем моря. Населення 22 300 осіб (кінець 2008). Міста має два передмістя «Чандмань» і «Уліасни Хев».

### Клімат
Місто знаходиться у зоні, котра характеризується кліматом тропічних степів. Найтепліший місяць — липень із середньою температурою 17.8 °C (64 °F). Найхолодніший місяць — січень, із середньою температурою -29.4 °С (-21 °F).
| Клімат Улаангома        | Клімат Улаангома | Клімат Улаангома | Клімат Улаангома | Клімат Улаангома | Клімат Улаангома | Клімат Улаангома | Клімат Улаангома | Клімат Улаангома | Клімат Улаангома | Клімат Улаангома | Клімат Улаангома | Клімат Улаангома | Клімат Улаангома |
| Показник                | Січ.             | Лют.             | Бер.             | Квіт.            | Трав.            | Черв.            | Лип.             | Серп.            | Вер.             | Жовт.            | Лист.            | Груд.            | Рік              |
| Абсолютний максимум, °C | −11              | −12              | −1               | 22               | 30               | 31               | 28               | 30               | 37               | 17               | 10               | −7               | 37               |
| Середній максимум, °C   | −23              | −22              | −10              | 5                | 18               | 21               | 23               | 22               | 17               | 6                | −6               | −17,8            | 2                |
| Середня температура, °C | −29              | −27              | −16              | 0                | 10               | 15               | 17               | 16               | 10               | 0                | −9               | −13              | 1                |
| Середній мінімум, °C    | −35              | −32              | −22              | −6               | 3                | 9                | 12               | 10               | 3                | −6               | −12              | −26              | −8               |
| Абсолютний мінімум, °C  | −43              | −45              | −37              | −22              | −5               | −3               | 5                | 2                | −2               | −21              | −28              | −40              | −45              |
| Вологість повітря, %    | 68               | 69               | 72               | 56               | 41               | 48               | 56               | 58               | 56               | 61               | 71               | 71               | 61               |
| ----------------------- | ---------------- | ---------------- | ---------------- | ---------------- | ---------------- | ---------------- | ---------------- | ---------------- | ---------------- | ---------------- | ---------------- | ---------------- | ---------------- |
| Джерело: Weatherbase    |                  |                  |                  |                  |                  |                  |                  |                  |                  |                  |                  |                  |                  |

## Культура
У місті є пам'ятники комуністичної епохи, як, наприклад, пам'ятник Цеденбалу, який керував країною протягом понад 40 років, навпроти будинку уряду провінції. Є багато освітніх і культурних організацій у місті. Існує філія університету, професійно-технічний технікум і 5 середніх шкіл.

## Історія
Роком заснування Улаангому вважається 1686. У 1871, було засновано великий буддистський монастир. Наприкінці 1600-х вже напевно на цьому терені існували дехканські господарства.

## Транспорт
Від Улаангому до російського кордону прямує автомобільне шосе. Здійснюється імпорт російської електроенергії. Існує аеропорт з якого здійснюються рейси до Улан-Батору компаніями Aero Mongolia і Eznis Airways.